# ماسون ترافورد
ماسون ترافورد (بالإنجليزية: Mason Trafford)‏ هو لاعب كرة قدم أمريكي وكندي في مركز الدفاع، ولد في 21 أغسطس 1986 في بوينتون في الولايات المتحدة. شارك مع منتخب كندا لكرة القدم. أما مع النوادي، فقد لعب مع أوتاوا فيوري وفانكوفر وايتكابس ونادي ماريهامن.

## وصلات خارجية
- ماسون ترافورد على موقع قاعدة بيانات كرة القدم.إي يو (الإنجليزية)
- ماسون ترافورد على موقع ناشيونال فوتبول تيمز (الإنجليزية)
- ماسون ترافورد على موقع Soccerway.com (الإنجليزية)